# Jan Adam (literární kritik)
Jan Adam (* 18. září 1946, Praha) je český literární kritik a editor, prozaik a novinář.

## Život
Narodil se v roce 1946. Mezi lety 1960 a 1961 studoval na hornickém učilišti ve Stochově. Roku 1961 nastoupil na střední průmyslovou školu hornickou. O čtyři roky později maturoval a začal studovat češtinu a dějepis na Filosofické fakultě Univerzity Karlovy. Své studium ukončil roku 1971. Jeho diplomovou prací byla Šaldova kritická metoda rozboru poezie. V rozmezí let 1969–1971 působil jako redaktor kulturní rubriky Zemědělských novin. Od roku 1971 pracoval v nakladatelství Československý spisovatel. O sedm let později obhájil doktorskou práci s názvem K morfologii románové tvorby Zdeňka Pluhaře. V roce 1990 ho krátce zaměstnávalo nakladatelství Českého svazu bojovníků za svobodu. Téhož roku se rovněž stal šéfredaktorem nakladatelství Premiéra. V této funkci působil do roku 1995. V roce 1993 založil nakladatelství Adam, jež vedl do roku 1995. Mezi lety 1997 a 2002 byl učitelem na základní škole. V roce 2002 vyučoval na Filmové a televizní fakultě Akademie múzických umění v Praze, odkud ale po závažném onemocnění srdce brzy musel odejít do důchodu. Od roku 2009 působí v Muzeu hlavního města Prahy.
Od roku 1966 Adam psal recenze a kritiky v časopisech a novinách Student, Mladá fronta, Zemědělské noviny, Orientace a Literární měsíčník. O knihách a autorech publikoval zase v periodikách Nové knihy, Listy klubu přátel poezie, Tvorba, Kmen, Český jazyk a literatura, Čtenář, Kulturní práce, Vlasta a Květy. Jako redaktor Československého spisovatele se zabýval začínajícími autory – k vydání připravil například knihy Vladimíra Provazníka nebo Petra Šabacha. Je autorem mnoha doslovů ke sborníkům a výborům, které uspořádal, a ke knihám prozaiků jako byli Vladimír Körner, Jan Kostrhun nebo Zdeněk Pluhař. Mezi lety 1978 a 1990 Adam spolupracoval s Československým rozhlasem, Československou televizí a Československým filmem. Používal šifry (-adm-), (a), (ad), (adm), (aj), (ja), (jad), -adm-, a, ad., J. A., ja.

## Dílo

### Beletrie a práce o literatuře
- Údiv (1977) – jedná se o autobiografickou prózu, která nostalgicky ukazuje problematiku života dospívajících chlapců v učňovském internátu.[1]
- Zdeněk Pluhař (1978) – monografie pojednávající o tematické stránce díla Zdeňka Pluhaře.[1]
- Sondy (1981) – jedná se o soubor recenzí a úvah sepsaný spolu s Vladimírem Kolárem a Petrem Bílkem, který se zaměřuje zejména mladé literatuře, a to hlavně poezii 70. let 20. století.[1]

### Účast v týmových pracích
- Ottova encyklopedie Česká republika (2006)
- Česko A–Ž. Ottova encyklopedie (2008)
- Osobnosti – Česko. Ottova encyklopedie (2008)

### Uspořádal a vydal
- Cesta (1974, se Z. Bělinovou)
- Příběhy s tajemstvím (1981)
- Vladimír Holan: Básně (1981)
- Vladimír Holan: Pojď se mnou do noci (1982)
- Opilý kocour a potíže se zákonem (1984)
- Jiří Orten: Tisíc nahých trápení (1985)
- Teď už budeme lidé (1985)
- Vilém Závada: Ve skořápce země (1987)
- Otokar Březina: Nevlastní děti země (1988)
- Richard Weiner: Sluncem svržený sok (1989)

### Podíl na knihách jiných autorů
- Edgar Wallace: Vtipálek (1994)
- Vendy Vrbatová: Jak se vařilo a žilo u Čapků (1999)